# Dutch International 2009
Die Dutch International 2009 im Badminton fanden vom 16. bis zum 19. April 2009 in Wateringen statt. Es war die 10. Austragung der Titelkämpfe.

## Sieger und Platzierte
| Disziplin    | Gold                                      | Silber                           | Bronze                                |
| ------------ | ----------------------------------------- | -------------------------------- | ------------------------------------- |
| Herreneinzel | Dicky Palyama                             | Eric Pang                        | Brice Leverdez                        |
| Herreneinzel | Dicky Palyama                             | Eric Pang                        | Jan Ø. Jørgensen                      |
| Dameneinzel  | Juliane Schenk                            | Petya Nedelcheva                 | Rachel van Cutsen                     |
| Dameneinzel  | Juliane Schenk                            | Petya Nedelcheva                 | Linda Zechiri                         |
| Herrendoppel | Mads Conrad-Petersen Mads Pieler Kolding  | Ruud Bosch Koen Ridder           | Naoki Kawamae Shoji Sato              |
| Herrendoppel | Mads Conrad-Petersen Mads Pieler Kolding  | Ruud Bosch Koen Ridder           | Maurice Niesner Till Zander           |
| Damendoppel  | Line Damkjær Kruse Mie Schjøtt-Kristensen | Sandra Marinello Birgit Overzier | Samantha Barning Eefje Muskens        |
| Damendoppel  | Line Damkjær Kruse Mie Schjøtt-Kristensen | Sandra Marinello Birgit Overzier | Petya Nedelcheva Dimitria Popstoikova |
| Mixed        | Johannes Schöttler Birgit Overzier        | Christian Skovgaard Anne Skelbæk | Dave Khodabux Samantha Barning        |
| Mixed        | Johannes Schöttler Birgit Overzier        | Christian Skovgaard Anne Skelbæk | Michael Fuchs Annekatrin Lillie       |

## Finalergebnisse
| Disziplin    | Sieger                                    | Finalist                         | Ergebnis            |
| ------------ | ----------------------------------------- | -------------------------------- | ------------------- |
| Herreneinzel | Dicky Palyama                             | Eric Pang                        | 21-11, 14-21, 21-15 |
| Dameneinzel  | Juliane Schenk                            | Petya Nedelcheva                 | 21-12, 21-16        |
| Herrendoppel | Mads Conrad-Petersen Mads Pieler Kolding  | Ruud Bosch Koen Ridder           | 21-14, 22-20        |
| Damendoppel  | Line Damkjær Kruse Mie Schjøtt-Kristensen | Sandra Marinello Birgit Overzier | 21-19, 21-18        |
| Mixed        | Johannes Schöttler Birgit Overzier        | Christian Skovgaard Anne Skelbæk | 21-16, 21-10        |